# Spyro
Spyro är en serie plattformsspel med den lilafärgade draken Spyro i huvudrollen. De första spelen, som släpptes exklusivt till Playstation, släpptes av Sony Computer Entertainment och utvecklades av Insomniac Games.
Flera av spelfigurerna förekommer även i Skylandersserien.
2007 hade spelserien sålt över 20 miljoner exemplar världen över.

## Spel
| Utgivningsår | Speltitel                               | Konsol                                                                |
| ------------ | --------------------------------------- | --------------------------------------------------------------------- |
| 1998         | Spyro the Dragon                        | Playstation                                                           |
| 1999         | Spyro 2: Gateway to Glimmer             | Playstation                                                           |
| 2000         | Spyro: Year of the Dragon               | Playstation                                                           |
| 2001         | Spyro: Season of Ice                    | Game Boy Advance                                                      |
| 2002         | Spyro 2: Season of Flame                | Game Boy Advance                                                      |
| 2002         | Spyro: Enter the Dragonfly              | Playstation 2, Nintendo Gamecube                                      |
| 2003         | Spyro Adventure                         | Game Boy Advance                                                      |
| 2004         | Spyro: Fusion                           | Game Boy Advance                                                      |
| 2004         | Spyro: A Hero's Tail                    | Playstation 2, Nintendo Gamecube, Xbox                                |
| 2005         | Spyro: Shadow Legacy                    | Nintendo DS                                                           |
| 2006         | The Legend of Spyro: A New Beginning    | Playstation 2, Nintendo Gamecube, Xbox, Game Boy Advance, Nintendo DS |
| 2007         | The Legend of Spyro: The Eternal Night  | Playstation 2, Nintendo DS, Game Boy Advance, Wii                     |
| 2008         | The Legend of Spyro: Dawn of the Dragon | Playstation 2, Playstation 3, Xbox 360, Nintendo DS, Wii              |